# ロビンソン・チェコ
ロビンソン・ペレス・チェコ（Robinson Pérez Checo, 1971年9月9日 - ）は、ドミニカ共和国サンティアゴ州サンティアゴ・デ・ロス・カバリェロス出身の元プロ野球選手（投手）。
台湾球界での登録名は、奇戈。

## 経歴
1989年にMLBのカリフォルニア・エンゼルスと契約した。
1990年から1991年までカープアカデミーでプレーした。
1992年に日本プロ野球（NPB）の広島東洋カープと契約する。同年は1軍での出場はなかった。
1993年オフに肘を痛めたということもあり、自由契約となった。
1994年は中華職業棒球聯盟（CPBL）の時報イーグルスでプレーした。
1995年に古巣広島東洋カープと正式に選手登録を結んだ。4月12日にNPB初登板し、完封勝利でのデビュー戦となった。シーズン前半戦は10勝5敗を記録し、NPBオールスターゲームに初選出された。第2戦では先発投手を務めた。しかし、後半戦に入ると、8月22日のヤクルト戦前に突如、「新たなボーナス契約を結んでくれなければ、今後は先発しない」と登板を拒否した。広島は「投げないのなら2軍へ行け」と突っぱねると、しぶしぶ先発登板した。同年はチーム最多の15勝を記録した。オフにはMLB挑戦のために契約解除を広島に通告。訴訟にまで発展し、ダン野村が代理人となって週刊誌上で告発記事などが載り揉めた。結局1年間プレーすることで球団と合意する。
1996年5月18日の対阪神戦（甲子園）では、ノーヒットノーランまであと1人のところで久慈照嘉に安打を打たれ、快挙を逃した。この年は、6月末に故障を理由に離脱すると、後半戦は一度も1軍登板がないままシーズンを終えた。
1997年にボストン・レッドソックスに移籍。その後、ロサンゼルス・ドジャースに移籍したが、MLBでは成績を残せなかった。
2000年に現役を引退した。

## 人物
1995年オフにドミニカ共和国に帰った時、「ドミニカ共和国選抜チーム」に名を連ねて国民の前で御披露目試合を行い、その試合の先発としてマウンドに立った。まわりは当時のMLBで活躍していた錚々たるドミニカ共和国のスター選手達だったが、国民はチェコのことを全く知らなかったようで、その紹介の時は観客がザワザワしていたと言う。ドミニカ共和国の人達にとって野球で成功するということは、MLBで成功するということであり、NPBはただの一行の記事も載らないことなどがその理由として挙げられる。
1995年に広島と正式に選手登録を交わした時の背番号は「106」（同時期にカープに入団した選手も同様に3桁の背番号）で、3桁の背番号だった事も話題になった。当時、3桁の背番号は打撃投手かブルペン捕手が着用する背番号だったからである。その後のルールの改正で、3桁の背番号は育成選手が着用し、支配下選手の背番号は0〜99および00に限定されることになった。このためチェコは、3桁の背番号で目立った実績を挙げた史上唯一の選手となっている。
当初は右打ちだったが、1995年の途中に左打ちの方が打ちやすいという理由で左打ちに転向。同じ試合でも相手投手の利き腕に関係なく、気分で左右打席を使い分けることがあった。

## 詳細情報

### 年度別投手成績
| 年 度     | 球 団     | 登 板 | 先 発 | 完 投 | 完 封 | 無 四 球 | 勝 利 | 敗 戦 | セ 丨 ブ | ホ 丨 ル ド | 勝 率 | 打 者 | 投 球 回 | 被 安 打 | 被 本 塁 打 | 与 四 球 | 敬 遠 | 与 死 球 | 奪 三 振 | 暴 投 | ボ 丨 ク | 失 点 | 自 責 点 | 防 御 率 | W H I P |
| --------- | --------- | ----- | ----- | ----- | ----- | -------- | ----- | ----- | -------- | ----------- | ----- | ----- | -------- | -------- | ----------- | -------- | ----- | -------- | -------- | ----- | -------- | ----- | -------- | -------- | ------- |
| 1994      | 時報      | 24    | 23    | 6     | 2     | 1        | 7     | 11    | 0        | --          | .389  | 584   | 144.0    | 104      | 11          | 58       | 2     | 0        | 122      | 10    | 3        | 49    | 46       | 2.88     | 1.13    |
| 1995      | 広島      | 28    | 27    | 10    | 3     | 2        | 15    | 8     | 0        | --          | .652  | 811   | 193.2    | 143      | 25          | 98       | 1     | 1        | 166      | 4     | 0        | 64    | 59       | 2.74     | 1.24    |
| 1996      | 広島      | 9     | 9     | 3     | 1     | 0        | 4     | 1     | 0        | --          | .800  | 226   | 50.2     | 52       | 10          | 24       | 0     | 0        | 36       | 2     | 0        | 31    | 27       | 4.80     | 1.50    |
| 1997      | BOS       | 5     | 2     | 0     | 0     | 0        | 1     | 1     | 0        | --          | .500  | 54    | 13.1     | 12       | 0           | 3        | 0     | 0        | 14       | 0     | 0        | 5     | 5        | 3.38     | 1.13    |
| 1998      | BOS       | 2     | 2     | 0     | 0     | 0        | 0     | 2     | 0        | --          | .000  | 34    | 7.2      | 11       | 3           | 5        | 0     | 0        | 5        | 1     | 0        | 8     | 8        | 9.39     | 2.09    |
| 1999      | LAD       | 9     | 2     | 0     | 0     | 0        | 2     | 2     | 0        | 0           | .500  | 85    | 15.2     | 24       | 5           | 13       | 1     | 0        | 11       | 2     | 0        | 20    | 18       | 10.34    | 2.36    |
| CPBL：1年 | CPBL：1年 | 24    | 23    | 6     | 2     | 1        | 7     | 11    | 0        | --          | .389  | 584   | 144.0    | 104      | 11          | 58       | 2     | 0        | 122      | 10    | 3        | 49    | 46       | 2.88     | 1.13    |
| NPB：2年  | NPB：2年  | 37    | 36    | 13    | 4     | 2        | 19    | 9     | 0        | --          | .679  | 1037  | 244.1    | 195      | 35          | 122      | 1     | 1        | 202      | 6     | 0        | 95    | 86       | 3.17     | 1.30    |
| MLB：3年  | MLB：3年  | 16    | 6     | 0     | 0     | 0        | 3     | 5     | 0        | 0           | .375  | 173   | 36.2     | 47       | 8           | 21       | 1     | 0        | 30       | 3     | 0        | 33    | 31       | 7.61     | 1.85    |

- 各年度の太字はリーグ最高
- 「-」は記録なし

### 年度別守備成績
| 年 度 | 球 団 | 投手（P） | 投手（P） | 投手（P） | 投手（P） | 投手（P） | 投手（P） |
| 年 度 | 球 団 | 試 合     | 刺 殺     | 補 殺     | 失 策     | 併 殺     | 守 備 率  |
| ----- | ----- | --------- | --------- | --------- | --------- | --------- | --------- |
| 1995  | 広島  | 28        | 2         | 18        | 3         | 0         | .870      |
| 1996  | 広島  | 9         | 2         | 9         | 1         | 0         | .917      |
| 1997  | BOS   | 5         | 0         | 0         | 0         | 0         | ----      |
| 1998  | BOS   | 2         | 0         | 0         | 0         | 0         | ----      |
| 1999  | LAD   | 9         | 0         | 0         | 0         | 0         | ----      |
| MLB   | MLB   | 16        | 0         | 0         | 0         | 0         | ----      |

### 記録
CPBL初記録
- 初登板・初先発登板：1994年3月18日、対兄弟エレファンツ戦
- 初勝利・初先発勝利・初完投勝利：1994年3月25日、対統一ライオンズ戦
- 初完封勝利：1994年8月29日、対三商タイガース戦

NPB初記録
- 初登板・初先発登板・初完投・初勝利・初先発勝利・初完投勝利・初完封勝利：1995年4月12日、対阪神タイガース2回戦（阪神甲子園球場）

NPBその他の記録
- オールスターゲーム出場：1回 （1995年）

MLB初記録
- 初登板・初先発登板：1997年9月16日、対ニューヨーク・ヤンキース12回戦（ヤンキー・スタジアム）、4回1/3を4失点で敗戦投手
- 初勝利：1997年9月25日、対デトロイト・タイガース12回戦（タイガー・スタジアム）、6回裏に2番手として救援登板、1回無失点

### 背番号
- 106 （1992年 - 1993年、1995年）
- 44 （1994年）
- 50 （1996年）
- 40 （1997年 - 1998年）
- 56 （1999年）